# Distrikt Querco
Der Distrikt Querco liegt in der Provinz Huaytará in der Region Huancavelica in Südzentral-Peru. Der Distrikt wurde am 5. Januar 1945 gegründet. Er besitzt eine Fläche von 686 km². Beim Zensus 2017 wurden 1094 Einwohner gezählt. Im Jahr 1993 lag die Einwohnerzahl bei 541, im Jahr 2007 bei 840. Sitz der Distriktverwaltung ist die 2858 m hoch gelegene Ortschaft Querco mit 702 Einwohnern (Stand 2017). Querco liegt 58 km südöstlich der Provinzhauptstadt Huaytará.

## Geographische Lage
Der Distrikt Querco liegt in der peruanischen Westkordillere im Südosten der Provinz Huaytará. Der Río Grande fließt entlang der südlichen Distriktgrenze nach Westen. Dessen rechter Nebenfluss Río Querco entwässert den Norden und Osten des Distriktareals.
Der Distrikt Querco grenzt im Süden an die Distrikte Santiago de Quirahuara und Ocoyo, im Westen an den Distrikt Laramarca, im Nordwesten an den Distrikt Santiago de Chocorvos, im Norden an den Distrikt Pilpichaca sowie im Osten an den Distrikt Sancos (Provinz Huanca Sancos).

## Ortschaften
Neben dem Hauptort gibt es folgende größere Ortschaften im Distrikt:
- Atta
- Santa Rosa de Pacomarca